# Милош Немањић
Милош Немањић (Београд, 1932  — 14. октобар 2016) био је српски социолог и научни радник. Немањић је био председник Српског социолошког друштва и Геронтолошког друштва Србије. Његов легат налази се у Удружењу за културу, уметност и међународну сарадњу „Адлигат”.

## Биографија
Дипломирао је у првој генерацији студената социологије а касније магистрирао и докторирао на истој области на Филозофском факултету Универзитета у Београду.
У оквиру студијских путовања и посета боравио је у Бечу, Будимпешти, Варшави, Москви, Прагу и Софији.
По дипломирању је радио у Институту за социолошка истраживања Филозофског факултета у Београду. Након три године проведене у Институту, 1967. прелази у Завод за проучавање културног развитка, где ради 23 године године у свим научним звањима. Касније ради у Институту за криминолошка и социолошка истраживања. У књизи „На трагу српске интелигенције 19. века” детаљно је анализирао 550 биографија појединаца који су чинили део елите земље формиране у 19. веку. Немањић посебно истиче да су значајни делови српске елите дошле из мањих градова Србије у Београд, где формирају културну, друштвену, научну и политичку елиту.
Обављао је функцију потпредседника Савета Владе Републике Србије за питања старења и старости. Био је активан учесник рада мреже ХуманаС.
Био је председник Геронтолошког друштва Србије.
Као члан Савета за особе са инвалидитетом и старије, залагао се са заштиту и унапређење права најстарије популације.
Бавио се социологијом преко 45 година. Немањићева истраживања показала су инертност старије популације Србије у односу на истодобну популацији у другим деловима Европе.

## Легат у Адлигату
Немањић је Удружењу за културу, уметност и међународну сарадњу „Адлигат” завештао своју библиотеку, рукописе, потписане књиге, публикације, личне предмете и награде.
Колекција социологије у Адлигату носи име „др Милош Немањић“.

## Награде
- Златна значка Културно просветне заједнице Србије, 1978[1]
- Спомен плакета града Београда, 1974[1]
- Диплома поводом тридесетогодишњице ослобођења Београда, 1974[1]
- Плакета града Београда, 1984.[1]

## Одабрана дела
Библиографија др Немањића обухвата 450 јединица, укључући:
- Културне потребе, 1974
- Набавна политика народних библиотека, 1984
- Филмска и позоришна публика Београда, 1991
- Један век српске стваралачке интелигенције 1820-1920, 2001
- Пут у социологију: биографско - библиографски прилог, 2004
- На трагу порекла српске интелигенције XIX века: топографија и социографија, 2004
- Књижевна култура у Србији: социолошки есеји и истраживања, 1975-2005, 2011.